# Moviment juvenil sionista
Les tnuot noar (תנועת נוערen en hebreu) o en català moviments juvenils sionistes són organitzacions educatives formades per nens i adolescents jueus per al seu desenvolupament educatiu, social i ideològic, posant èmfasi en el sionisme i la centralitat de l'Estat d'Israel. Són moviments fets per joves per a joves, de manera que la intervenció adulta és mínima, els objectius ideològics del moviment són aconseguits mitjançant tècniques d'educació no formal. També en general es caracteritzen per una estructura voluntària i autogestionada. Ideològicament van des del sionisme socialista fins al sionisme revisionista i pel que fa a la seva postura religiosa van des del secularisme ateu fins a l'ortodòxia.

## Història
La majoria dels Moviments Juvenils Sionistes van ser creats a Europa oriental a principis del segle xx, motivats ideològicament pel desig de renaixement nacional del poble jueu en la seva pàtria ancestral. També van ser crítics de la societat que els va tocar viure; molts van sentir desitjos de prendre contacte amb la terra i el món rural. Van unir de manera original les idees de Theodor Herzl, Baden-Powell, Dov Ber Borojov, Yosef Trumpeldor, Zeev Jabotinski o Aaron David Gordon segons com va correspondre a la ideologia de cada moviment.
El Blau-Weiss (blau i blanc en català) va ser el primer moviment juvenil sionista, establert a Alemanya en l'any 1912. Malgrat la seva escassa importància numèrica va ser molt influent. Va sorgir a conseqüència de la discriminació cap als jueus, per part dels moviments escoltes alemanys. La Blau-Weiss va rebre influència directa del moviment romàntic alemany, especialment de la joventut Wandervogel en la qual van començar militant nombrosos jueus, i que arran del seu gir antisemita van haver d'abandonar. La Blau-Weiss va adoptar una plataforma sionista oficial en l'any 1922. El moviment va promocionar una forma de vida agrícola, conduint a molts dels seus membres a establir-se en quibuts (granges col·lectives) a Érets Yisrael (la Terra d'Israel), que llavors formava part de l'Imperi Otomà, i s'anomenava Palestina.

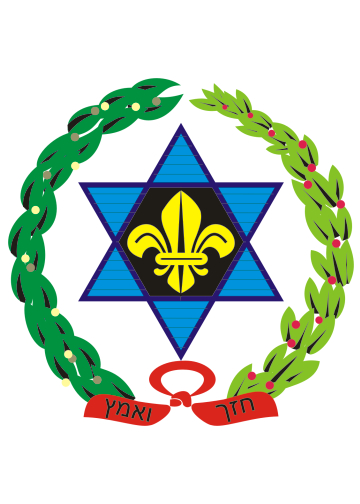
Actual emblema (semel) del moviment sionista socialista ha-Xomer ha-Tsaïr. Conté la inscripció en hebreu: "Hazaq ve-emats", "Sigues fort i valent".

El moviment ha-Xomer ha-Tsaïr va sorgir a Polònia en l'any 1913, i estava format per la fusió d'un grup escolta jueu i un grup d'intel·lectuals jueus socialistes. Va ser el primer moviment d'ideologia sionista socialista basat en l'exemple personal, l'escoltisme, i la realització personal a través de l'Aliyà (ascens o immigració) per desenvolupar-se en una forma de vida col·lectiva. Mordechai Anielewicz capdavanter de l'Aixecament del Gueto de Varsòvia era membre d'aquest moviment.
El moviment HeHalutz va ser una organització ideada per Yosef Trumpeldor, que aproximadament fins a l'any 1925 va funcionar a Rússia i a Polònia (i que després va ser introduïda als EUA), que promovia l'aliyà a Érets Yisrael. Mantenia granges cooperatives model on els futurs halutsim (pioners) aprenien el treball agrari i la forma de vida comunitària.
Amb l'augment del nacionalisme i antisemitisme a Europa, els pogroms a l'Europa Oriental i les revolucions de Rússia (1905 i 1917) es va incrementar el sentiment nacional sionista en la joventut jueva i el seu idealisme. Els moviments juvenils van exercir un paper considerable en la política, l'organització de l'educació pròpiament jueva, de la vida comunitària i el sionisme, particularment en el període d'entreguerres.
Durant l'Holocaust, van anar el nucli de resistència jueva dins i fora dels guetos. També van conduir la fuita, cridat en hebreu Berihah, d'Europa a Israel que va seguir a la guerra infringint el bloqueig britànic del Mandat Britànic de Palestina.
Després de l'extermini del cor de la vida jueva mundial (la jueria europea) molts dels moviments d'Europa oriental es van establir com a organitzacions mundials, encara que no amb tant impacte com abans.
A partir de la dècada de 1920 els haverim (companys) que es trobaven en Érets Yisrael, llavors el (Mandat Britànic de Palestina) van organitzar els seus moviments allí posant èmfasis en la auto-realització personal (hagxamà atsmit). Allí van consolidar les organitzacions del Yixuv (assentament jueu en el Mandat de Palestina) complint importantíssims rols en la creació del moviment kibutziano, els partits polítics fundacionals, l'estructura educativa, la defensa: (Haganà, Irgun), la Hapala (immigració il·legal), etc. Després de la creació de l'Estat d'Israel moltes de les seves anteriors funcions van ser assumides per l'estat.

## A través del món
Els MSJ van estar prohibits i van ser perseguits en l'URSS.
A Europa occidental, Amèrica Llatina, Sud-àfrica i Austràlia compleixen un rol destacat dins de la vida comunitària mongeta.
Als Estats Units, on existeix la diàspora jueva més gran, la joventut ha optat per organitzar-se en grups socials i religiosos sense cerques ideològiques tals com a Bené Berit (Els Fills del Pacte).
És d'esmentar també la tasca complerta pels moviments juvenils en països àrabs, on van organitzar i van participar en l'emigració massiva de jueus, generalment en períodes de tensió política que ocasionaven persecucions i agressions contra els jueus.

## Estructura
Els MJS són organitzacions voluntàries, on els membres de major edat (depenent del moviment, entre els 16 i els 22 anys) constitueixen la ventrada major, sent coneguts com a "bogrim" (paraula que podria traduir-se com a "diplomats", encara que també com a "madurs"). Els mateixos s'organitzen en diferents equips o comissions de treball, per a l'execució de les tasques i esdeveniments generals, així com per a la conducció de les activitats setmanals.
En la majoria dels moviments la totalitat dels membres de la ventrada major constitueix una sort d'assemblea general que s'erigeix com a òrgan màxim per a la presa de decisions. Les tasques executives recauen en un grup més reduït, la denominació del qual varia de moviment en moviment ("mazkirut" o secretaria en alguns, "hanagà" o lideratge en uns altres).
Habitualment, els dos càrrecs de major importància en un moviment juvenil són el de "mazkir" (secretari), també conegut com a "rosh" (literalment "cap"), i és acompanyat pel "roix hinnukh" o líder educatiu.
Aquesta estructura es repeteix a nivell micro, en cadascuna de les seus del moviment, com a nivell nacional, regional i mundial.
Els següents són els rols o càrrecs que habitualment poden trobar-se en els MJS:
- Mazkir o Roix ha-nagà, literal: Secretari general: és la principal autoritat del moviment. Les seves responsabilitats inclouen la conducció general de l'organització, la coordinació les activitats dels equips i comissions i la representació del moviment enfront del món.
- Roix Hinnukh, (lit. cap d'educació): és el responsable pels assumptes educatius i pedagògics del moviment i generalment és el seu principal referent en assumptes ideològics. Les seves responsabilitats inclouen la programació i coordinació del procés educatiu en totes les seves instàncies, la redacció dels continguts i material de suport i l'acompanyament dels madrikhim (educadors) en la seva tasca. A més, representa al moviment enfront dels pares dels educandos.
- Guizbar és el tresorer, encarregat d'administrar els fons de la tenuà i buscar noves fonts d'ingrés.
- Roix Huts, el relacions exteriors de la tenuà. La seva funció vària segons les necessitats, però sovint és el representant de la tenuà en la federació (o consell) juvenil sionista local. Algunes vegades el mazkir delega en ell les relacions amb la qehila, la sohnut o la tenuà artsí/continental/olami.
- Peïl (lit. Actiu): és un membre o exmembre del moviment, al com se li ha contractat per exercir tasques d'acompanyament, assessoria, suport i administració. Usualment, es tracta d'un jove que hagi conclòs el seu passar pel procés educatiu, o d'algun dels membres de la ventrada major, i compleix el rol de "adult de referència" del moviment. És un càrrec pago, possiblement l'únic i per això mateix té veu, però no vot en les assemblees.
- Xelíah (lit. emissari): en la seva expressió més ideològica, és el representant d'Israel en el moviment, mentre que en la dimensió pràctica és el representant de les estructures professionals del moviment mundial, o de l'Agència Jueva i l'Organització Sionista Mundial, i formalment és emprat d'una d'elles. És habitual que es tracti d'un diplomat del moviment que visqui a Israel.
- Tenuà Artsit. Hi ha Moviments que per la seva gran grandària, per mantenir una democràcia practicable i dinàmica decideixen procedir a una divisió regional. Unes altres només desenvolupen la seva activitat en una regió particular. Per coordinar les activitats regionals, nacionals o continentals es trien tafkidim pertinantes. Generalment mazkir, Guizbar i roix hinnukh. La seva responsabilitat es relaciona amb preparar les trobades i moderar els debats sobre les decisions d'índole regional i prendre decisions operatives.
- Tenuà Olamit/Mazkir Olamí. Molts Moviments mundials tenen una superestructura mundial. Aquestes en gairebé tots els casos tenen la seva seu a Israel. Aquesta superestructura coordina els programes de la tenuà a Israel i als haverim que es troben en ells, representa a la tenuà en els fòrums pertinents i tracta d'obtenir més taqtsiv (pressupost). Sol seleccionar potencials shlijim i fins a facilitar la klità (absorció) dels Olim hadaixim (nous immigrants) de la tenuà. D'acord amb l'envergadura de la tenuà, serà la grandària de l'estructura mundial. Algunes tenen una sola persona (de vegades voluntària) i unes altres són nombroses i sovint compten amb haverim rentados.

## Educació no formal (Hinnukh)
Els MJS són marcs d'educació no formal i educació informal. La primera definició respon a no ser els mateixos part del sistema educatiu formal (i en un o un altre sentit, obligatoris). La segona definició expressa la importància que els MJS assignen a l'exemple personal com a estratègia educativa.
Els MJS mantenen un programa regular d'activitats educatives i recreacionals, els continguts de les quals cobreixen temàtiques relacionades a la cultura jueva, abordades des de la proposta ideològica particular a cada moviment.
Usualment, els MJS organitzen activitats setmanals, en general els dies dissabtes. Es formen grups etarios coordinats per un o més capdavanters (madrikhim) d'entre 16 i 22 anys, els qui planifiquen i coordinen les activitats, les que són rebudes pels educandos (hanikhim) d'entre 8 i 16 anys. Amb freqüència els MJS ofereixen activitats a nens des dels 4 anys.
A més de les activitats setmanals, tenen lloc seminaris, campaments, convencions, trobades i altres.
Les activitats són abordades a partir de dinàmiques de tint recreatiu, en les quals es privilegien la vivència, el debat i la formació d'opinions.
Els MJS són marcs d'educació informal, en el qual els processos educatius passen no solament per les activitats planificades que es realitzen, sinó també per l'exemple personal que els líders han de brindar als educandos.

### Programes a Israel
Com a part de la formació del boguer (membre de la ventrada major) la majoria dels moviments de la diàspora organitza programes a Israel, apuntant al desenvolupament, l'experiència i el creixement personal i ideològic dels membres del moviment, de manera tal que els participants romanguin a Israel complint les metes ideològiques, o tornarien a les seves comunitats i moviments d'origen millor capacitats i enriquits amb l'experiència. Molts d'aquests programes cobreixen la major part de l'any que segueix la seva graduació de la secundària, i es coneixen com a xenat hehxarà (any de la preparació).
La majoria dels programes es coordinen juntament amb el Departament d'Educació de l'Agència Jueva per a Israel, que manté el Makhon la Madrikhim Huts la-Àrets (institut per a líders de l'estranger), programa funciona en forma ininterrompuda des de 1946. Els programes d'un any solen incloure una experiència de treball dins d'un quibuts.

### Xenat xerut/ Any de servei
A Israel, és comú perquè els membres dels moviments destinin un any de l'adreça d'aquests, any que té lloc entre la finalització de la secundària i el reclutament a les forces de la defensa d'Israel.

### Hagxamà/Realització
Els MJS plantegen als seus membres la hagxamà atsmit (auto-realització), o el compliment personal dels seus postulats ideològics, com la meta suprema a la qual han d'aspirar els membres del moviment.
Típicament, per a un membre d'un moviment de la diàspora, això implica la aliyà (immigració a Israel), vist com a última meta de l'ideal sionista. Molts moviments organitzen grups membres, anomenats garinim (plural de garín, llavor) com a mecanisme de contenció i suport mutu.
La posició dels moviments respecte als membres que opten per no emigrar a Israel s'ha anat suavitzant amb el temps, passant del rebuig a l'acceptació, suggerint la possibilitat d'una vida jueva en la diàspora on els ideals del moviment es tradueixen en un compromís envers l'activisme comunitari.

### Terminologia

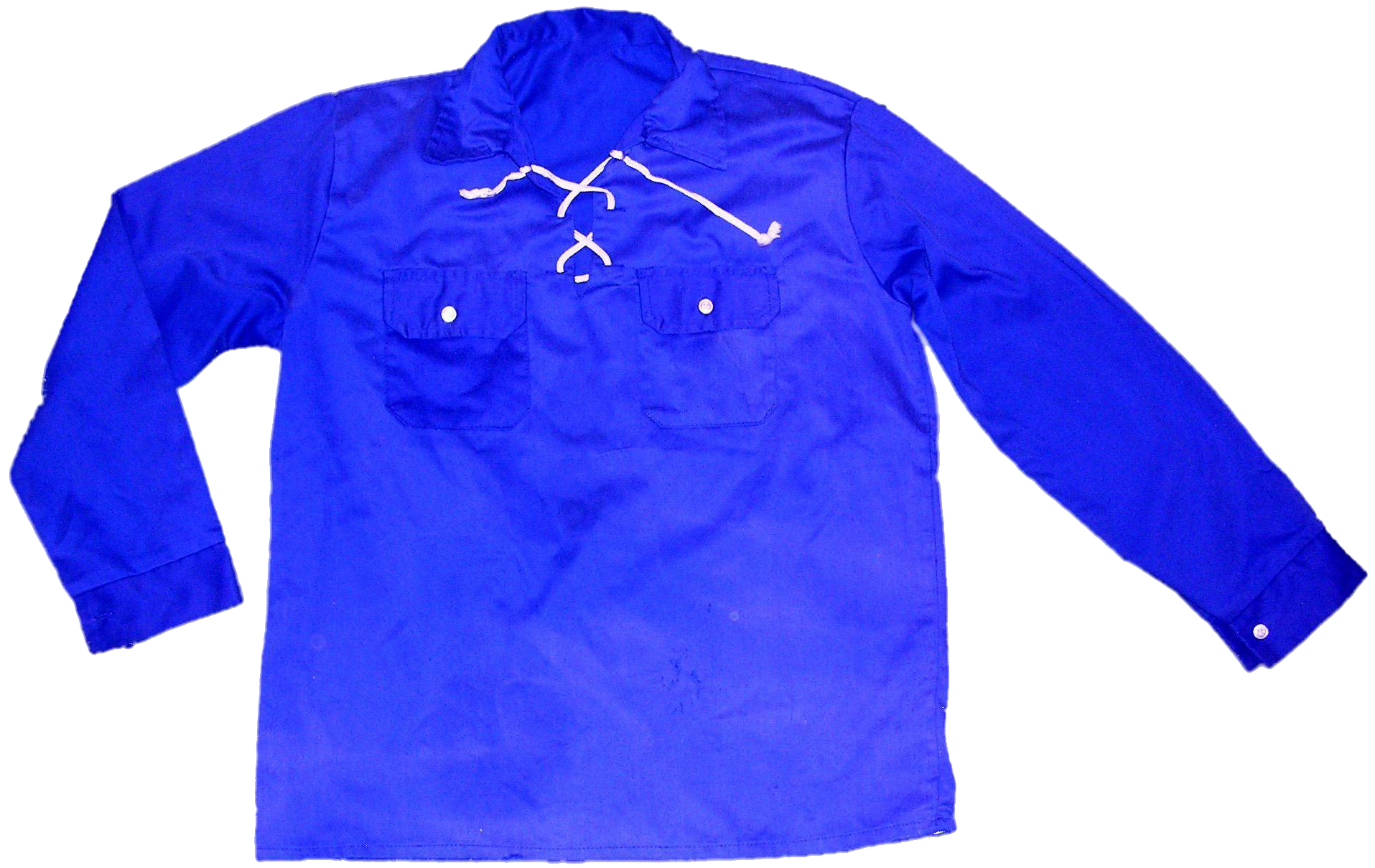
Jultza o camisola obrera utilitzada pels javerim dels moviments sionistes-socialistes

- Tenuà (plural: Tenuot): Moviment Juvenil
- Tokhnit (plural: Tokhniyyot): Programa Educatiu
- Qevutsà (plural:Qevutsot): Grup
- Madrikh/à (plural: Madrikhim/ot): Literal el que mostra el camí, jove coordinador d'un grup etario.
- Hanikh/à (plural: Hanikhim/ot): els menors que componen cada grup.
- Boguer/et (plural: Bogrim): Literal graduat, jove generalment major de 17 anys que ja té veu i vot en les assemblees que decideixen el futur del Moviment.
- Assefà (plural: Assefot): Assemblea de tots els bogrim on es prenen decisions fonamentals per al Moviment.
- Makhané (plural: Makhanot): Campament
- Mazkir: Secretari general de Moviment Juvenil Sionista
- Hultsà/Tilbóixet: Camisola obrera que caracteritza als membres d'un quibuts, és un distintiu del MJS. Varia el color i els seus detalls segons la ideologia del moviment. Per exemple el blau França és característic de les tenuot socialistes.
- Sémel: Símbol.
- Roix/Merrakez: Coordinador de madrikhim
- Ken/Merkaz/Maoz/Senif: Encara que no signifiquen el mateix, el concepte que tanquen és el de seu del Moviment.
- Tsévet/Vaadà (plural: Tsevatim/Vaadot): Concepte de comissió de treball (Ej: Tsévet Iruïm vol dir Comissió d'esdeveniments).
- Qevutsà (plural: Qevutsot): Literalment grup, generalment aplicat a un grup etario.
- Xikhvà (plural: Xikhvot): Literalment "capa", generalment aplicat a conjunt de Qevutsot que per proximitat etaria poden treballar conjuntament.
- Sokhnut (Sokhnut ha yehudit li Érets Yisrael): L'Agència Jueva per a Israel. Organisme que entre les seves moltes funcions es dedica a ajudar els MSJ.
- Mitlamed: Madrikh que acaba d'entrar en hadrakhà i passa per diverses qevutsot així que poder adquirir noves experiències.
- Aliyà (plural: Aliyot): Literalment pujada. Es diu "fer aliyà" quan un jueu emigra (es diu que "retorna") a Israel.
- Olé (plural: Olim): és un emigrat (que va fer aliyà). Un olé hadaix, és un recentment emigrat.
- Haluts (plural: Halutsim): Pioner. Halutsiyot: Pionerismo. ideal de molts MJS
- Haver/a (plural: Haverim) Company. S'aplica a membres del mateix Moviment o d'un mateix quibuts, per antonomàsia a tots els javerim de tots els moviments juvenils o de tots els quibuts.
- Hadrakhà: Entengui's com a pràctica de l'educació no formal.

#### Moviment Mundial (Tenuà Olamit)
Es diu així a l'estructura supranacional del moviment, que ho coordina a nivell mundial. Generalment la seu i els càrrecs mundials es troben a Israel. Encara que en Moviments regionals, l'estructura mundial es troba distribuïda entre les diferents seus i tenen una Lixkat ha-qéixer (oficina de vincle) a Israel. També es diu així als Moviments que funcionen d'aquesta manera.

#### Moviment Nacional (Tenuà artsit)
Són les estructures que es troben per sobre de cada seu; s'encarreguen de coordinar les activitats nacionals, com poden ser els campaments. Existeixen càrrecs nacionals que exerceixen aquestes funcions. També es diu així als moviments que funcionen d'aquesta manera.

#### Moviment de Realització (Tenuà magximà)
Els Moviments que compleixen certs requisits, com una quantitat de seus o funcionament a diversos països o continents, reben l'estatus de tenuot magshimot. Les que no compleixen els requisits han d'associar-se amb alguna de les quals sí que ho tenen, para entre altres beneficis veure's representada al Congrés Sionista Mundial.
Els Moviments de Realització són: Lamroth Hakol, Marom (Noam+Jazit), Tamar (Netzer)), ha-Xomer ha-Tsaïr, TAKAM (Habonim Dror+Hejalutz Lamerjav), Betar, Bnei Akiva, Macabi Olami i Hanoar Hatzioni (Hanoar Hatzioni+Netzah Israel+Tzeirei Ami+ Canadian Young la Judea+Israel Hatzeira+Olam Beiajad).
També es diu d'aquesta manera (i es relaciona amb la definició anterior) a la branca del Moviment que va dels 18 als 30 anys.

#### Consell o Federació Juvenil Sionista
La Federació Juvenil Sionista és un ens regional o nacional que agrupa i representa a tots els Moviments locals. El consell és el portador de la veu del conjunt dels Moviments enfront de la Federació Sionista Nacional (Sokhnut) i altres institucions. Solen realitzar esdeveniments conjunts o cursos de capacitació per a líders, en alguns casos existeix una sola escola de líders per a tots els Moviments que és supervisada pel consell, en altres casos cada Moviment posseeix la seva pròpia. L'esdeveniment més important que se sol realitzar és la celebració del dia de la Independència d'Israel (Yom ha-atsmaüt), en el qual tots els Moviments celebren el que consideren l'assoliment més important de la història jueva en els últims 2 000 anys.
Aquests consells o federacions estan formades per delegats de cada Moviment entre els quals se sol triar Secretari general (Mazkir), Cap d'educació ideològica (Roix hinnukh) i Tresorer (Guizbar) del consell o federació. La metodologia és "un Moviment, un vot".

## Ideologia
Cada tenuà té la seva pròpia ideologia particular. Per definició tots els moviments són jueus i sionistes i cada un interpreta el sionisme i el judaisme de manera diferent. Generalment cada tenuà posseeix un manifest ideològic que sistematitza la seva postura. D'aquest manifest es va desprendre: l'estructura de la tenuà, el toknnit, el mètode de decisió, els esdeveniments de la tenuà, la seva relació amb altres institucions, etc. Cada tenuà té els seus propis mètodes de modificació del document ideològic, encara que la majoria utilitza variants democràtiques. Sistemàticament la ideologia estaria relacionada amb la següent estructura:

### Concepció de judaisme
- El poble jueu és?:

una nació,
una cultura
o una religió nacional.
- La seva postura enfront de la religió és?:

ateisme,
culturalisme,
agnosticisme,
tradicionalisme,
reformisme,
conservadorisme
ortodòxia.

### Concepció de sionisme
- Postura davant de l'aliya:

Sionisme realitzador (Aliya com a única realització sionista),
Llei de la "I" (educació cap a la aliya o l'activisme en la diàspora),
Amor a Israel (centralitat de l'estat en la vida jueva de la diàspora, li és igual contribuir a la concentració territorial del poble jueu)

### Visió d'Israel
- Postura enfront del conflicte àrab-israelià

Tant partits de dreta com d'esquerra volen dos estats per a dos pobles, sempre que es reconegui a l'Estat d'Israel com un Estat Jueu Independent i s'aturin els actes de terror
- visió de la societat israeliana

Societat igualitària i socialista
societat liberal
societat conservadora
o visions intermèdies
estat teocràtic vs estat laic o visions intermèdies
- tipus de concentració fomentada:

Afiliada a un quibuts o un moixav, aliyà urbana o sense postura sobre aquest tema.
Solament dins o també fora de la Línia Verda
- postures polítiques que recolza:

si està afiliada a algun partit polític, moviment kibutzià o religiós.

### Postura política genèrica
Monista (sionisme pur, sense agregats), socialista, liberal, apartidària, apolítica o religiosa (la religió és indissoluble de l'estat jueu)

### Funcionament i estructura
Pel que fa a aquest ítem Molts Moviments posseeixen un takanon (estatut) separat de la plataforma ideològica però inspirat en aquesta, que regula i legisla sobre aquest tema.
- Organització a nivell territorial, continental, mundial. Connexió amb Israel.
- Esquema de presa de decisions (per consens o per votació. Un vot per boguer o un vot per Ken. quines decisions són de asefa i quines no, etc. On, els qui i com es prenen les decisions a nivell olami.
- Estructura voluntària, rentada o mixta?
- Postura enfront de la doble militància. (en un MJS i en una organització política no jueva, va generar moltes divisions i discussions entre els MJS d'esquerres a Argentina durant els 70)
- La tnua funciona dins d'una kehila o funciona independentment.
- Si recolza, que programes a Israel recolza, i si la tnua s'adhereix a esdeveniments relacionats amb la seva ideologia.

### Miscel·lània i casos particulars
- Rol del haver en la qevutsà, tenuà, societat en la qual viu, dins del poble jueu, respecte a Israel i respecte al món.
- Escoltisme: (Tsofim, ha-Noar ha-Tsiyyoní, Tseré Amí, ha-Xomer ha-Tsaïr, Yisrael ha-Tseïrà entre altres)
- Ideòlegs: (Betar i altres revisionistes, Jabotinsky; - Bnei Akiva i moviments Religiosos, Rav Kuk; Moviments socialistes, Borojov; - Habonim Dror: Líders del Mapai; - Moviments del haluts: Trumpeldor; - Moviments quibutsians, A.D. Gordon; - Totes: Herzl)
- Visió de món (per exemple els Moviments socialistes breguen per un món amb justícia social)
- Èmfasi en l'ecologisme (Olam be-yahad)

## Temàtiques
En un programa educatiu de qualsevol Moviment es poden trobar temes tals com:

### Sionisme i Israel
Història del sionisme i de l'Estat d'Israel, ideòlegs sionistes
, quibuts i moixav (història, present i perspectives), societat israeliana
, conflicte àrab-israelià, capdavanters d'Israel, relacions entre Israel i la diàspora, sionisme vs post-sionisme, sionisme vs bundisme

### Judaisme
Corrents jueves, pluralisme, història jueva, haskalà (il·luminisme jueu), emancipació, antisemitisme, assimilació, Aixecament del gueto de Varsòvia i resistència jueva al nazisme.

### Món i joventut
Sida, addiccions, sistemes polítics, dictadures (en el cas de tractar-se d'un país que la troba sofert), postmodernisme.

### Moviment
Estructura, ideologia, història, ideòlegs, simbologia, postura enfront de diferents assumptes, visió de món, la funció del participant del Moviment dins del seu grup, seu i Moviment (dins del seu país, del món jueu, envers Israel i més genèricament envers la Humanitat).
I infinitat de temes addicionals, buscant desenvolupar en el janij una mirada crítica sobre el tema i comprometre's amb una postura activa cap a est. Els Moviments busquen generar compromís i acció.

## Avui
Avui la majoria de les organitzacions juvenils jueves, com ser clubs, cercles socials o religiosos es manifesta sionista sense ser necessàriament Moviments Juvenils Sionistes. Han copiat els seus mètodes d'educació no formal però no posseeixen ni el seu idealisme, dinamisme ni tampoc la seva estructura jove i voluntària.
Els Moviments en la seva majoria es troben agrupats en moviments mundials, es troben afiliades a entitats polítiques, sindicals o del quibuts.
Molts a nivell local han deixat de costat la independència de la seva seu i s'han transformat en Moviments comunitaris, és a dir són part integral de la comunitat de la ciutat/regió/barri en el qual es troben.
A Israel l'establiment de l'estat va significar el compliment de moltes de les metes cap a les quals els MJS havien educat, moltes de les seves funcions van ser assumides per l'estat.
Últimament el postmodernisme, el canvi de l'escala de valors socials, la caiguda del Mur de Berlín i les seves conseqüències ideològiques, el clima competitiu individualista i materialista, etc. ha descoratjat el pionerisme, els ideals i el voluntariat. No obstant això avui els Moviments són l'avantguarda de la joventuts jueves, fan front a aquests canvis, s'adapten, canvien alguns dels seus objectius, però conserven el seu esperit revolucionari i el seu compromís ideològic.

## Llista de moviments juvenils

### Moviments globals
Són moviments que mantenen activitat a nivell global, incloent en alguns casos a Israel.
- BBYO: abans conegut com a Bnai Brith Youth Organization és un moviment juvenil jueu per a estudiants adolescents. L'any 2002 el moviment es va separar de l'organització dels B'nai B'rith (fills de l'aliança), i el grup va passar a anomenar-se BBYO.[1] La missió de BBYO és "que els adolescents jueus tinguin experiències jueves".[2] L'organització emfatitza el seu model de lideratge juvenil, en el qual els capdavanters adolescents són triats pels seus companys a un nivell local, regional, i nacional, i se'ls dona l'oportunitat de prendre les seves pròpies decisions programàtiques. La filiació de BBYO està oberta a qualsevol estudiant jueu. Existeixen programes locals per a adolescents anomenats BBYO Connect.[3] BBYO està organitzat en capítols locals igual que les fraternitats i sororitats d'estudiants. Els capítols masculins són coneguts com a capítols AZA, els capítols femenins són coneguts com a capítols BBG.[4]
- Beitar: és un grup ideològicament sionista revisionista, i relacionat amb el partit polític Likkud d'Israel. Els seus membres van estar actius en la resistència jueva en els guetos creats pels nazis, i van lluitar contra l'Exèrcit Britànic durant el període del Mandat britànic de Palestina.
- Bnei Akiva: Va ser fundat a Israel en l'any 1929, i forma part del sionisme religiós. La seva ideologia és Torà-Be-Avodá (Treball i Torà). Funciona en 45 països i compta amb 200.000 membres actius, 120.000 a Israel i 80.000 en la resta del món, la qual cosa ho converteix en el moviment juvenil més gran. Compta amb diversos kibutzim religiosos. Arxivat 2010-05-07 a Wayback Machine.
- EnerJew: és un moviment juvenil jueu que va ser creat en l'any 2013, aquest moviment està actiu en els països de la CEI, les seves activitats tenen com a finalitat el crear un vincle profund entre els adolescents jueus i la seva herència cultural. EnerJew ha crescut a un ritme considerable i en arribar a l'any 2015 comptava amb 1,800 membres adolescents d'entre 13 i 18 anys, en 25 ciutats de diversos països de la regió. EnerJew pretén que els joves passin a ser una part activa i integral de la comunitat jueva. EnerJew desenvolupa activitats per als joves i promou la pràctica del judaisme, perquè aquests gradualment s'integrin en el si de la comunitat. EnerJew proporciona als joves els coneixements necessaris i les habilitats, per formar els futurs líders de les comunitats. El moviment es concentra en tres àrees clau: connexió, continuïtat i iniciativa.
- Habonim Dror: neix com a resultat de la fusió en l'any 1982 entre el partit Dror creat en 1922, i el Ijud Habonim creat en 1929. S'alinea amb el corrent ideològic del sionisme socialista. Està afiliat amb el moviment del quibuts unificat i el partit laborista israelià Avoda. Habonim Dror va formar part de la revolta del gueto de Varsòvia. Està actiu a l'Uruguai i a l'Amèrica Llatina.
- Hanoar Hatzioni: fundat en 1927 a Polònia. Moviment escoltista amb perspectiva pluralista i liberal. Actiu internacionalment en 17 països, incloent Israel. compta amb 32.500 membres actius. Els seus membres han fundat diversos kibbutzim. Compta amb tres Tnuot afiliades; "Kineret Tnuat Noar" (Colòmbia), "Tzeirei Ami Xile" i "Olam Beiajad Argentina".
- Hashomer Hatzair: va ser creat en l'any 1913 com la fusió d'un grup scout jueu, i un grup d'intel·lectuals socialistes, aquest moviment juvenil sionista-socialista fundat en Galitzia va establir el partit socialista d'Israel, i el moviment Kibutz Artzi.[5] Els seus membres van estar implicats plenament en la resistència jueva en els guetos nazis. És el moviment juvenil sionista més antic que roman en actiu. Arxivat 2016-03-05 a Wayback Machine.
- Hejalutz Lamerjav: va ser fundat a l'Argentina l'any 1949, es defineix com un moviment socialista i kibutzià, és el moviment juvenil sionista laic més gran de l'Argentina. En els anys 70, alguns joves mexicans van crear una secció de Hejalutz Lamerjav a Mèxic.[6][7]
- Jazit Hanoar: és un moviment sorgit de les comunitats jueves de Brasil i Uruguai, té seus a Rio de Janeiro, Porto Alegre, Montevideo, i São Paulo, funciona sota la supervisió de les comunitats jueves afiliades als moviments conservador i reformista, recentment ha establert una aliança amb el moviment conservador.
- Macabi HaTzair: (en hebreu: מכבי צעיר) és un moviment juvenil sionista que va ser fundat en l'any 1929 a Txecoslovàquia.[8][9] Maccabi Hatzair és un moviment juvenil que se centra autònomament en la formació valórica i judeo-sionista dels seus integrants, buscant la continuïtat del poble jueu. Utilitza com a principals eines l'educació no formal basada en els seus valors i la creació d'un marc social, per formar persones solidàries, amb pensament crític i proactives, capaços de liderar la comunitat jueva i treballar per al seu desenvolupament i millora contínua. El moviment està present a Israel, Europa, Amèrica, Sud-àfrica i Austràlia.
- Netzer olami: va ser fundat l'any 1980, és el moviment juvenil del judaisme reformista. Promou l'activisme social a través del tikkun olam (la reparació del món). És un moviment ecologista, està actiu globalment.
- Noam masortí: és el moviment juvenil de les branques israeliana, europea i llatinoamericana del judaisme conservador. Aquest moviment està actiu en països com: Israel, Argentina, Xile, Brasil, Regne Unit, Hongria, República Txeca, i Ucraïna.[10]
- Young Judaea (en hebreu: יהודה הצעיר) : aquest moviment juvenil sionista va ser fundat el 1909 als Estats Units i el 1917 al Canadà. Young Judaea va créixer fins a convertir-se en el moviment juvenil sionista més gran d'Amèrica del Nord.

### Moviments israelians
Són moviments juvenils sionistes que realitzen les seves activitats a Israel.
- Dror Israel (en hebreu: דרור-ישראל) és un moviment educatiu israelià i la seva missió és fer efectiva una educació a llarg termini i fer possible un canvi social en la societat israeliana per tal de promoure la solidaritat, l'activisme social, la democràcia i la igualtat.
- Bnei Hamoshavim (en hebreu: בני המושבים) (en català Moviment Juvenil dels Fills dels Moshavim) és un moviment juvenil sionista fundat l'any 1928. Els moshavim són un tipus d'assentament rural cooperatiu israelià format per granges agrícoles individuals.
- Ariel (en hebreu: אריאל) aquest grup és una escissió dels Bnei Akiva, Ariel es troba actiu a Israel, els seus membres mantenen reunions separades per a homes i dones, cada branca del grup té un rabí com a autoritat.
- Hamahanot Haolim (en hebreu: המחנות העולים) aquest grup va ser creat en l'any 1931. Està associat al moviment del quibuts unificat. Els seus principis bàsics són: el sionisme, el socialisme, la democràcia i l'humanisme.
- Hanoar Haoved Vehalomed (en hebreu: הנוער העובד והלומד) és un moviment creat en l'any 1924. En els seus inicis va ser cridat Ha-Noar Ha-Oved (“la joventut treballadora”), aquest grup va ser establert per la federació general del treball, per satisfer les necessitats socials, culturals, i educatives de la joventut, després, va canviar el seu nom, i va passar a cridar-se: “la joventut estudiant i treballadora”. És un moviment que està actiu a Israel. Arxivat 2007-12-18 a Wayback Machine. .
- Hatzofim Haivrim Be Yisrael (en hebreu: הצופים העבריים בישראל) (en català: Moviment dels Exploradors Hebreus d'Israel) formen part del moviment escolta mundial. Els membres d'aquest grup han fundat kibutzim.[11]
- Hanoar HaLeumí, (en hebreu: הנוער הלאומי) (en català: Moviment Juvenil Nacional) és una organització juvenil sionista activa a Israel. Aquest moviment va ser fundat en 1949 com la branca juvenil del sindicat Histadrut. Compta amb prop de 80,000 membres. L'organització està inspirada en la ideologia del sionisme revisionista de Zeev Jabotinsky. Els membres d'aquesta tnuá estan a favor del liberalisme i el lliure mercat, defensen la igualtat d'oportunitats, i la necessitat de impulsar el desenvolupament del talent individual. Els seus líders són triats en eleccions democràtiques. En els anys 90 del segle xx, aquest moviment va engegar programes per a la integració dels nous immigrants, i va impulsar la participació en els programes socials per a ajudar els pobres i els joves en risc. Arxivat 2011-05-18 a Wayback Machine.
- Ezra (en hebreu עזרא) és un moviment religiós, que havia estat afiliat amb el partit Agudat Israel, en l'època del Mandat britànic de Palestina. Aquest moviment ha fundat molts kibbutzim i moshavim, els seus membres són religiosos.
- Haihud Hahaklai (en hebreu האיחוד החקלאי) (en català Moviment Juvenil de la Unió Agrícola). Associat a una unió de llogarets agrícoles, però políticament independent. Actiu a Israel.
- Tzameret (en hebreu צמרת) és una organització juvenil que va ser fundada l'any 2005 després de la unificació de dues altres organitzacions juvenils: Noar li Noar i els Joves del Consell Sionista. Tzameret té 20 branques a través d'Israel. Cadascuna està composta d'adolescents amb edats entre 13 i 18 anys i duu a terme activitats relacionades amb l'educació, el sionisme, el voluntariat, iniciatives socials, i contribucions a la comunitat.[12]
- Noar Meretz (en hebreu נוער מרצ) és la branca juvenil del partit polític israelià Meretz. L'organització va ser fundada l'any 1992. El moviment juvenil Meretz té seus en Tel-Aviv, Ramat Gan, Asdod, Kfar Saba, Herzliya, Haifa, Guivatayim, Rishon LeZion, Bat Yam, Pardes Hanna-Karkur, i Jerusalem. L'organització combina l'educació de tipus cultural i l'activisme polític. En els estatuts del partit polític Meretz s'estableix que el dos per cent del pressupost del partit ha de reservar-se per finançar al moviment juvenil Noar Meretz. Al voltant de 250 estudiants amb edats entre 13 i 18 anys són membres de Noar Meretz. L'organització és liderada pels seus propis membres, ells decideixen sobre que activitats cal dur a terme.[13]
- Noar Telem (en hebreu: נוער תל"ם) és la branca juvenil del moviment per a un judaisme progressista, Noar telem proporciona activitats per a nens de quart grau fins al dotzè grau. Existeixen programes locals a Israel que inclouen activitats socials i permeten als nens trobar els valors del judaisme progressista, justícia social, igualtat i democràcia. Les activitats nacionals inclouen seminaris, viatges i campaments d'estiu.[14]

### Moviments locals
Són moviments juvenils sionistes locals l'activitat dels quals té lloc en un país:
- Ahaba veshalom va ser fundada als Estats Units Mexicans, és una tnua religiosa, sionista, fraternal i mexicana.[15]
- Bet-Am del Oeste va ser fundat en 1953, és un moviment juvenil judaic que funciona al carrer Laprida 790, Ramos Mejia, Província de Buenos Aires, Argentina.
- Dor Jadash és un moviment juvenil sionista mexicà, que promou el desenvolupament integral dels nens i els joves.
- Tnuat Noar Etz Jaim va ser fundada en l'any 2006, és moviment juvenil, judaic, sionista, educatiu, democràtic i apartidari de tendència conservadora en el religiós. Funciona en el carrer Nicasio Oroño 1661, en el barri de la Paternal, a Buenos Aires, (Argentina).
- Hineni Youth: és un moviment jueu, ortodox, i sionista. Està actiu a Austràlia.
- Israel Hatzeira: és un moviment sionista juvenil, va ser creat en l'any 1953 amb la finalitat d'oferir un marc jueu i sionista als joves de la comunitat jueva de Mèxic, Argentina i Uruguai. Segueix actiu a Argentina, on compta amb tres ken a Buenos Aires, dos al barri de la Paternal i un al barri del Parc Chas.
- Jai Vekayam és una tnua mexicana que va ser fundada en DF per formar individus amb valors humans i religiosos, per transmetre el gust i l'amor per la Torah als integrants de la comunitat jueva mexicana, perquè actuï d'acord amb els principis del judaisme, per mitjà de l'exemple, la sensibilització, i les activitats dutes a terme en la tnuà.
- Macabi Tzair Uruguai: és un moviment juvenil, jueu, sionista, apartidari, cultural, que mitjançant l'educació integral no formal i l'esport, treballa per a la formació de la joventut jueva. Macabi Tzair a Uruguai forma part de l'Organització Sionista de l'Uruguai (OSU).[16]
- Maguen Hador és un moviment juvenil jueu religiós creat en l'any 2008 per Igal Roitman, David Ventura, Daniel Bengio i Dalit Ben-Basat. En un començament, la seva ideologia se sostenia en 5 pilars: Transmissió de la Torà, Derej Eretz, Eretz Israel, Jinuj, i combatre l'assimilació, però en l'any 2015 es va prendre la decisió de reduir els seus objectius a un únic concepte: l'orgull jueu. Aquest canvi va tenir implicacions operatives importants, com la creació de macroprojectes comunitaris en mans de la tnuà, tals com un Banc de Sang Comunitari, la Coordinació General d'Ajnasat Orjim, Shajarit i Limud interactiu per a nens de totes les edats, i proveir d'un birkón alternatiu fabricat en forma local per tota la creixent comunitat xilena. Maguen Hador juga un rol transversal en el concert comunitari de Xile i és una tnuà amb un gran creixement anual. Funciona en l'Escola Maimònides i té 200 membres actius, i és l'única tnuà del país que funciona els diumenges, permetent a aquells que cuiden el sàbat participar en les seves activitats.
- Netzah Israel és un moviment juvenil de la comunitat Congregação i Beneficência Sefaradi Paulista de Brasil, fundat en 1947 a partir d'una separació de Jazit Hanoar, i afiliat a Hanoar Hatzioní des de l'any 1981..
- Noar Judaica és una tnua argentina amb seu a Buenos Aires que articula els programes d'educació no formal de la Fundació Judaica, i està formada per nens i joves, amb edats que van des dels 2 fins als 18 anys.
- Noar le Noar: És un moviment juvenil sionista que va ser fundat el 28 d'octubre de l'any 2000 a Caracas, és part de Macabi Hatzair i de MT CLAM (Confederació Llatinoamericana de Macabi Tzair).

- Noar Panamà és una tnuà panamenya que va ser fundada en l'any 2006 pel moviment del judaisme progressista, i està formada per nens i adolescents amb edats que van des dels 4 fins als 15 anys.
- Olam Beiajad va ser fundada el 29 de març de 2008, és un moviment juvenil, judaic, sionista i apartidari. És una tnuà ecologista fundada per bogrim després del tancament de Netzer Argentina. Els sis pilars que mantenen i formen als javerim són: (sense ordre de prioritat) sionisme, judaisme, tikun olam (reparació del món), pluralisme, ecologia, i jalutzniut (pionerisme). Funciona a Buenos Aires, (Argentina) i actualment va esdevenir la segona tnuá més gran de Buenos Aires, tenint un aproximat de 90 janijim i 30 bogrim. Arxivat 2015-07-13 a Wayback Machine.
- Tikva és un moviment juvenil sionista xilè, afiliat a Noam des del 2006. Funciona sota l'empara de la comunitat B'nei Israel, a Santiago de Xile.
- Tzeirei-Amí és un moviment scout-sionista que va ser establert en 1979. Funciona en l'Institut Hebreu de Santiago. Té 550 membres actius, sent el moviment més gran de Xile. Està afiliat a la tnua Hanoar Hatzioni des de l'any 2005. Arxivat 2007-06-05 a Wayback Machine.
- Yajad CIB: és un moviment juvenil de la Comunitat Israelita de Barcelona (CIB). És una tnuà per a joves jueus d'entre 3 i 17 anys, es va fundar a Barcelona, Espanya, el 23 d'octubre de l'any 2011.[17]
- Yajad leolam va ser fundada a Mèxic, D. F. per joves religiosos ortodoxos, tnuà religiosa, educacional, sionista Mexicana.[18]

### Federacions juvenils
- Federació Juvenil Sionista de l'Uruguai: és l'organisme que centralitza, unifica i representa a la joventut jueva sionista d'Uruguai representada en les tnuot (moviments juvenils).[19]

### Consells juvenils
- Consell Juvenil Sionista Argentí uneix a tots els Moviments (reconeguts) de l'Argentina: Hashomer Hatzair, Hanoar HaTzioni, Jazit HaNoar, Bnei Akiva, Etz Jaim, Habonim Dror, Hejalutz Lamerjav, Betar, Olam Beiajad i Israel Hatzeira.[20]
- Consell Juvenil Sionista d'Australàsia (en anglès: Australasian Zionist Youth Council) és el consell dels moviments de joves sionistes australians i neozelandesos és l'encarregat de coordinar i promoure les activitats d'aquests moviments. El consell també serveix per unir als joves sionistes mantenint-se al marge de les seves diferències polítiques o religioses.[21]
- Consell Juvenil Sionista de Xile: Consell que agrupa tots els moviments xilens en una sola gran institució. Anteriorment es deia FJS (Federació Juvenil Sionista) va canviar de nom en deslligar-se de la Federació Sionista; Els Moviments pertanyents són: Macabi Hatzair, Tzeirei Ami, Bet-El Chile, Tikvá Chile, Hashomer Hatzair.[22]

### Moviments inactius
Són antics moviments juvenils sionistes que actualment estan inactius o que han estat desmantellats.
- Blau-Weiss: va ser el primer moviment juvenil jueu establert a Alemanya (1912) després que els moviments juvenils alemanys es van negar a acceptar en les seves files membres jueus. El seu nucli estava format per joves jueus inspirats en l'aspecte cultural dels moviments juvenils escoltistes alemanys. Blau-Weiss va adoptar una plataforma sionista oficial en la seva convenció de 1922, bregant per l'emigració a Palestina, l'ensinistrament per al treball agrícola i manual i l'assentament rural. Els membres de Blau-weiss que van arribar a Palestina es van unir a diversos quibuts, el moviment es va desmantellar en l'any 1929.[23]

- Gordònia: va ser un moviment juvenil sionista pioner que va portar el nom d'Aarón David Gordon, un filòsof del sionisme laborista que va idealitzar el treball físic, la cooperació, l'ajuda mútua i els valors humans. Va ser fundat en 1925 a Polònia, gradualment es va transformar en un moviment mundial. Gordonia va començar a ser actiu a Palestina en l'any 1937. Es va unir amb el partit Hapoel Hatzair i en l'any 1945 va participar en l'establiment del moviment del Quibuts Unit.

- HeHalutz: (החלוץ en hebreu) va ser un moviment juvenil sionista que entrenava als joves emigrants per establir assentaments agrícoles en el Mandat Britànic de Palestina. HeHalutz va esdevenir una organització paraigua dels moviments juvenils sionistes.